# تله حشرات

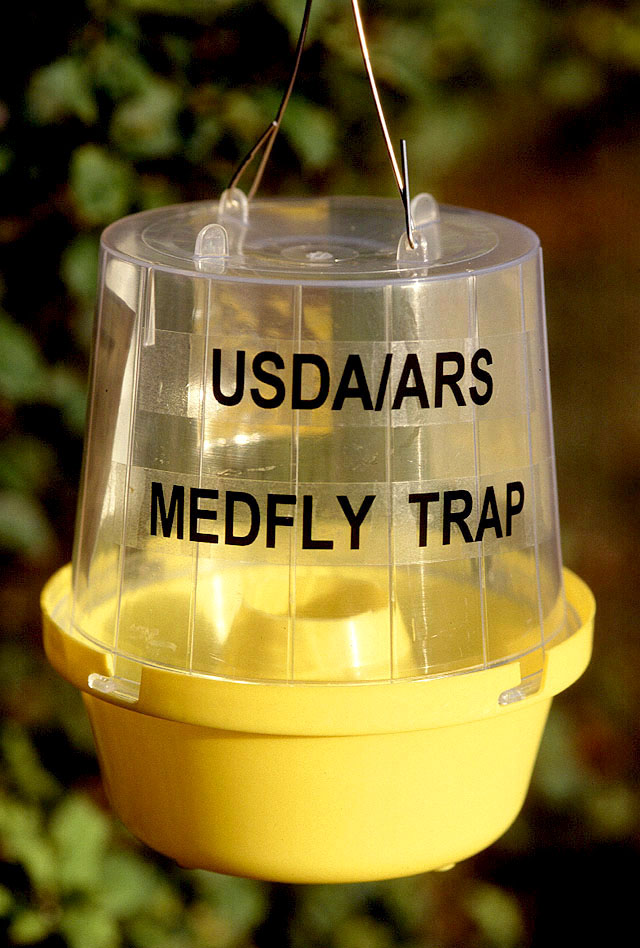
تله سطلی آویزان برای مگس میوه مدیترانه‌ای

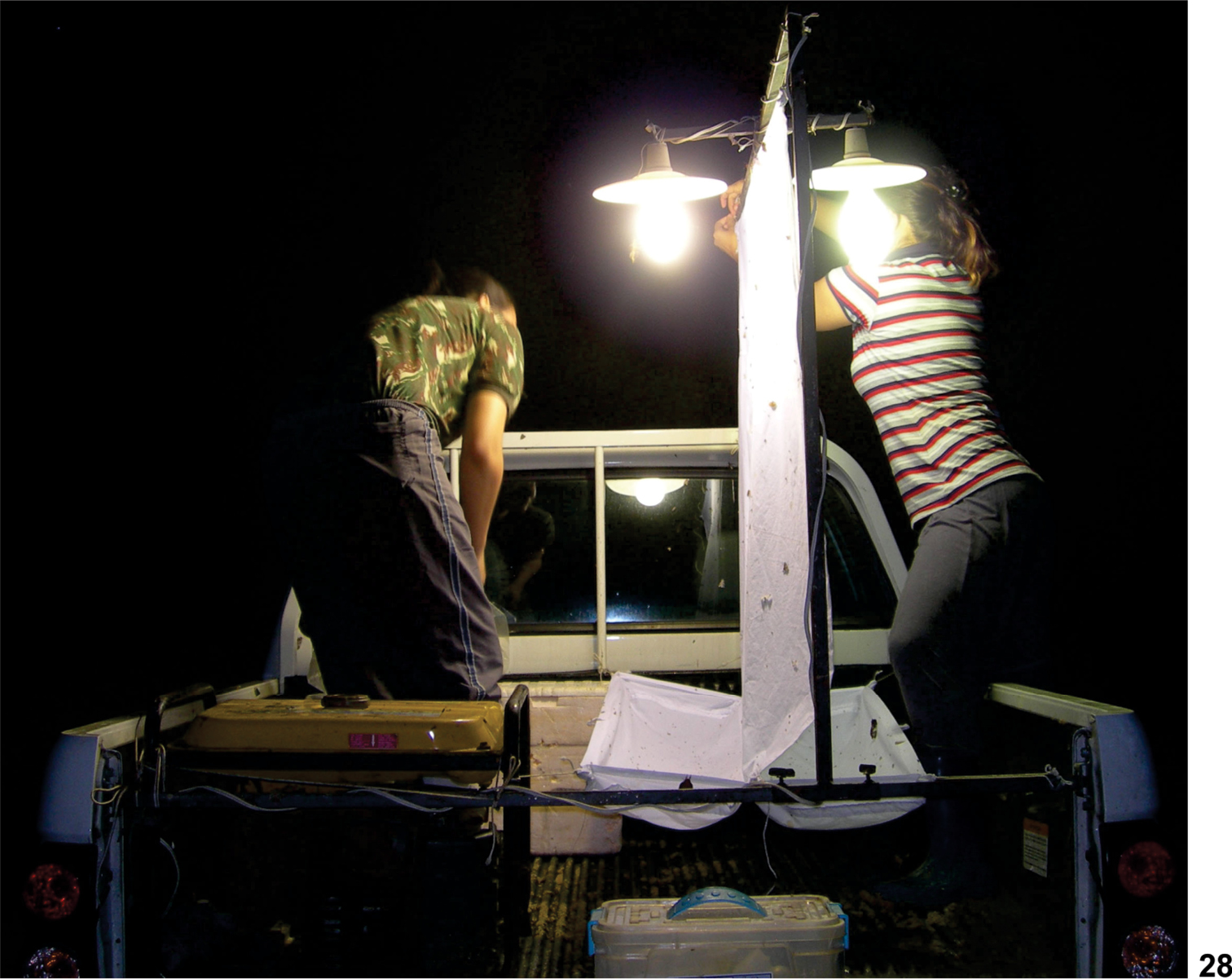
یک تله حشره که برای جمع‌آوری گونه‌های شب‌زی روی یک کامیون وانت نصب شده است.

تله حشرات برای پایش یا کاهش مستقیم جمعیت حشرات یا دیگر بندپایان با به دام انداختن افراد و کشتن آنها استفاده می‌شود. آنها معمولاً از غذا، طعمه‌های بصری، جاذب‌های شیمیایی و فرمون‌ها به عنوان طعمه استفاده می‌کنند و طوری نصب می‌شوند که به جانوران یا انسان آسیب نرسانند یا در غذاها یا خوراک باقی بمانند. طعمه‌های دیداری از رنگ‌ها و شکل‌های روشن برای جذب آفات استفاده می‌کنند. جلب‌کننده‌های شیمیایی یا فرمون‌ها ممکن است تنها جنس خاصی را جذب کنند. تله حشرات گاهی در برنامه‌های مدیریت آفات به جای آفت‌کش‌ها استفاده می‌شود، اما اغلب برای بررسی الگوهای فصلی و پراکندگی وقوع آفت استفاده می‌شود. این اطلاعات ممکن است سپس در دیگر رویکردهای مدیریت آفات به کار رود.
مکانیسم تله یا طعمه می‌تواند بسیار متفاوت باشد. مگس‌ها و زنبورها توسط پروتئین‌ها جذب می‌شوند. پشه‌ها و بسیاری از حشرات دیگر توسط رنگ‌های روشن، دی‌اکسید کربن، اسید لاکتیک، عطرهای گل یا میوه، گرما، رطوبت و فرمون‌ها جذب می‌شوند. جاذب‌های مصنوعی مانند متیل اوژنول در مگس‌های طاووسی بسیار مؤثر هستند.

## انواع تله
تله‌های حشرات از نظر شکل، اندازه و ساختار بسیار متفاوت هستند که اغلب بازتاب‌دهندهٔ رفتار یا بوم‌شناسی گونه‌های هدف هستند. برخی از انواع رایج در زیر نام برده شده است.
- تله‌های نوری

تله‌های نوری، با یا بدون نور فرابنفش، حشرات خاصی را جذب می‌کنند. منابع نوری ممکن است شامل لامپ‌های فلورسنت، لامپ‌های بخار جیوه، چراغ‌های نور سیاه، یا دیودهای بازتابش نور باشند. طرح‌ها بر اساس رفتار حشرات مورد هدف متفاوت است.

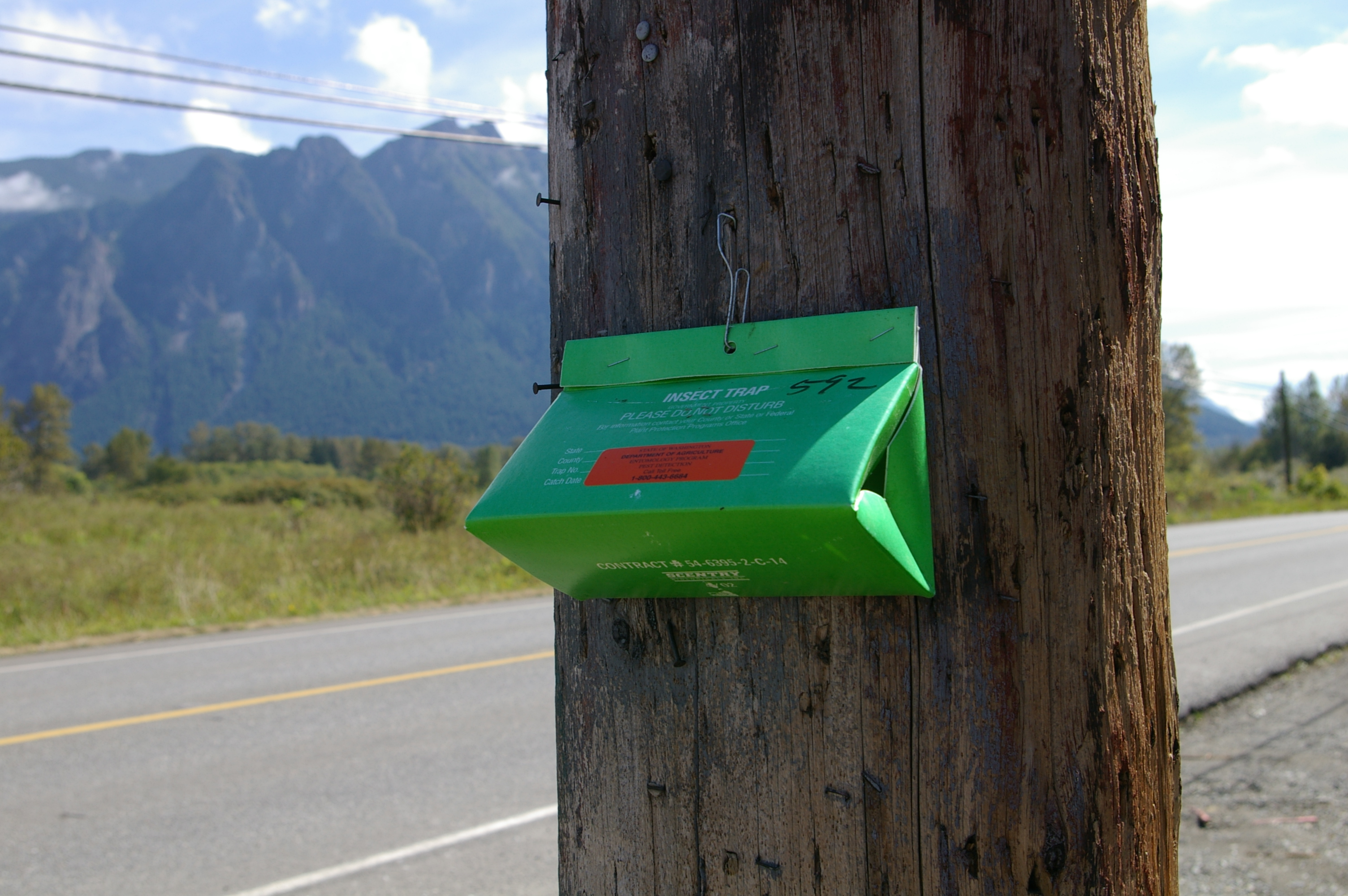
یک تله حشره چسبنده که برای پایش بر جمعیت آفات استفاده می‌شود

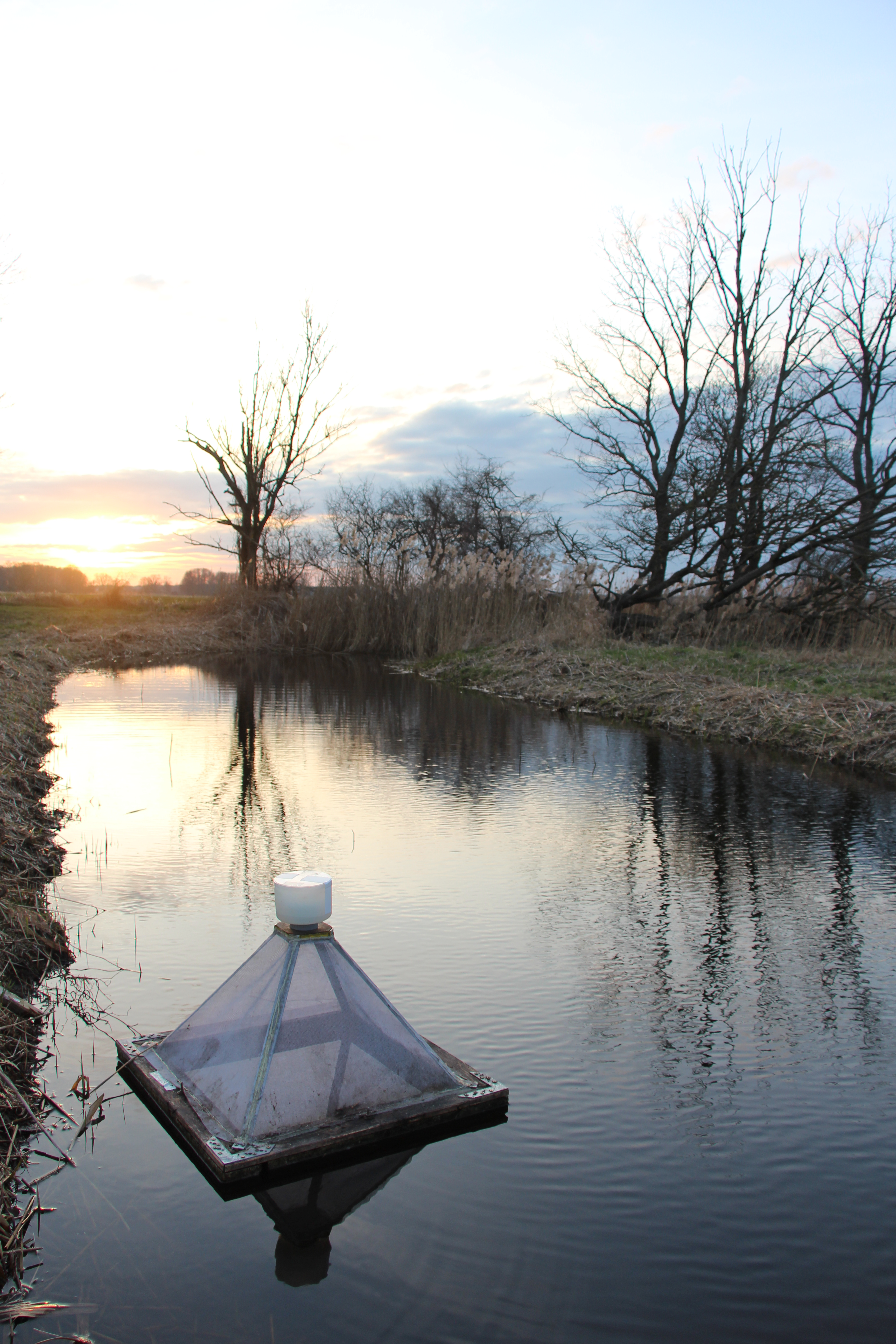
تله ظهور آبزیان

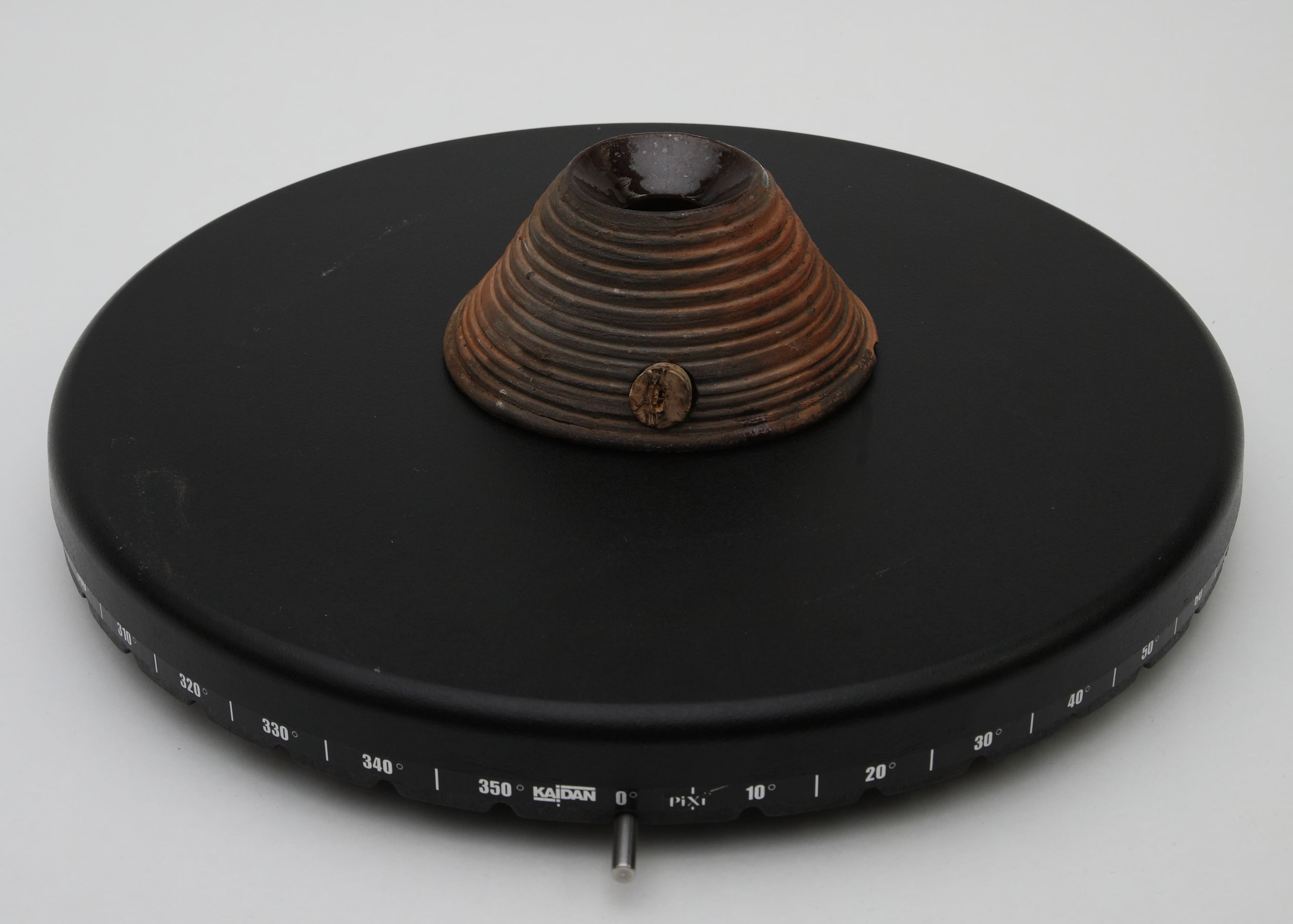
تله سوسک مخروطی روی سکو

- تله‌های چسبی
- تله حشرات پروازی

- تله بندپایان زمینی

- تله بندپایان آبزی